# Scincella
Scincella – rodzaj jaszczurek z podrodziny Sphenomorphinae w rodzinie scynkowatych (Scincidae).

## Zasięg występowania
Rodzaj obejmuje gatunki występujące w Azji (w Indiach, Mjanmie, Chinach, na Tajwanie, w Nepalu, Tajlandii, Kambodży, Laosie, Wietnamie, Malezji, Korei, Japonii) i Ameryce Północnej (w Stanach Zjednoczonych, Meksyku, Gwatemali, Salwadorze, Belize, Kostaryce, Nikaragui, Hondurasie i Panamie). 

## Systematyka

### Etymologia
- Scincella: zdrobnienie nazwy rodzajowej Scincus Gronovius, 1763[2].
- Paralipinia: gr. παρα para „blisko”; rodzaj Lipinia J.E. Gray, 1845[3]. Gatunek typowy: Paralipinia rara Darevsky & Orlov, 1997.

### Podział systematyczny
Do rodzaju należą następujące gatunki: 

- Scincella apraefrontalis Nguyen, Nguyen, Böhme & Ziegler, 2010
- Scincella assata (Cope, 1864)
- Scincella badenensis Nguyen, Nguyen, Nguyen & Murphy, 2019
- Scincella baraensis Nguyen, Nguyen, Nguyen & Murphy, 2020
- Scincella barbouri (Stejneger, 1925)
- Scincella boettgeri (Van Denburgh, 1912)
- Scincella capitanea Ouboter, 1986
- Scincella caudaequinae (Smith, 1951)
- Scincella chengduensis Jia, Gao, Wu, Wang, Liu, Liu, Jiang, Jiang, Ren & Li, 2025
- Scincella cherriei (Cope, 1893)
- Scincella darevskii Nguyen, Ananjeva, Orlov, Rybaltovsky & Böhme, 2010
- Scincella devorator (Darevsky, Orlov & Cuc, 2004)
- Scincella doriae (Boulenger, 1887)
- Scincella dunan Koizumi, Ota & Hikida, 2022
- Scincella fansipanensis Okabe, Motokawa, Koizumi, Nguyen, Nguyen & Bui, 2024
- Scincella forbesorum (Taylor, 1937)
- Scincella formosensis (Van Denburgh, 1912)
- Scincella gemmingeri (Cope, 1864)
- Scincella huanrenensis Zhao & Huang, 1982
- Scincella incerta (stuart, 1940)
- Scincella kikaapoa García-Vázquez, Canseco-Márquez & Nieto-Montes de Oca, 2010
- Scincella lateralis (Say, 1822)
- Scincella liangshanensis Jia, Gao, Wu, Ren, Jiang & Wu, 2024
- Scincella macrotis (Steindachner, 1867)
- Scincella melanosticta (Boulenger, 1887)
- Scincella modesta (Günther, 1864)
- Scincella monticola (Schmidt, 1925)
- Scincella nigrofasciata Neang, Chan & Poyarkov, 2018
- Scincella ochracea (Bourret, 1937)
- Scincella ouboteri Pham, Pham, Le, Ngoc, Ziegler & Nguyen, 2024
- Scincella potanini (Günther, 1896)
- Scincella przewalskii (Bedriaga, 1912)
- Scincella punctatolineata (Boulenger, 1893)
- Scincella rara (Darevsky & Orlov, 1997)
- Scincella reevesii (Gray, 1839)
- Scincella rufocaudata (Darevsky & Nguyen Van Sang, 1983)
- Scincella rupicola (Smith, 1916)
- Scincella schmidti (Barbour, 1927)
- Scincella silvicola (Taylor, 1937)
- Scincella stuarti (Smith, 1941)
- Scincella truongi Pham, Ziegler, Pham, Hoang, Ngo & Le, 2025
- Scincella tsinlingensis (Hu & Zhao, 1966)
- Scincella vandenburghi (Schmidt, 1927)
- Scincella victoriana (Shreve, 1940)
- Scincella wangyuezhaoi Jia, Gao, Huang, Ren, Jiang & Li, 2023